# Punta Diebel
Punta Diebel ist eine Landspitze an der Nordküste von Laurie Island im Archipel der Südlichen Orkneyinseln. Sie liegt am Ufer der Uruguay Cove.
Argentinische Wissenschaftler benannten sie nach dem Deutschen Otto Diebel (1858–1905), der als Leiter der Orcadas-Station am 25. September 1905 ebendort gestorben war.